# Lee Soo-man
Lee Soo-man, né à Séoul le 18 juin 1952, est un ancien musicien sud-coréen et le fondateur de la plus grande entreprise du divertissement en Corée du Sud SM Entertainment. Il est aussi appelé le "Président de la Culture", puisqu'il a été l'un des pionniers de la Hallyu. Lee Soo-man a fait ses débuts en tant que chanteur en 1972, alors qu'il était étudiant à l'Université nationale de Séoul. Il a fondé SM Entertainment en 1989. Il s'agit aujourd'hui du plus grand label de management et d'enregistrement en Corée du Sud. Même s'il a démissionné du conseil d'administration en 2010, il reste le premier actionnaire, avec 21,3% des parts. Selon The Korea Herald, en décembre 2013, les avoirs en actions de Lee Soo-man s'élevaient à 187 milliards de wons coréens (soit 168 millions de dollars), faisant de lui le plus riche actionnaire dans l'industrie coréenne du divertissement.

## Biographie
Lee Soo-man fréquente l'Université nationale de Séoul de 1971 à 1979,. Il fait ses débuts en tant que chanteur en Corée du Sud en 1972 avec des morceaux comme Happiness et One piece of a dream. En plus du chant, il travaille aussi comme DJ et animateur TV.
En 1980, il forme le groupe 이수만과 365일 (Lee Soo Man et 365 jours). Néanmoins, la politique de censure médiatique sous le gouvernement de Chun Doo-hwan le décourage de faire carrière dans l'industrie musicale coréenne.
Au début des années 1980, Lee Soo-man décide de poursuivre une carrière d'ingénieur. Il déménage en Californie pour travailler sur un master à l'Université d'État de Californie à Northridge où il est témoin de l'ascension des superstars de la génération MTV telles que Michael Jackson. Ainsi, en 1985, il retourna en Corée du Sud "avec une vision de ce que l'industrie musicale coréenne pourrait être".
Après son retour en Corée du Sud, Lee Soo-man continue à travailler comme DJ et présentateur. En 1989, il fonde SM Studio dans le quartier d'Apgujeong, à Séoul, entreprise nommée avec ses initiales. Il signe l'artiste Hyun Jin-young. L'approche de Lee Soo-man est de viser le public adolescent, et avec une vue holistique des qualités requises pour devenir un brillant musicien. L'entreprise devient SM Entertainment en 1995. Son objectif est de produire des stars coréennes pour le public coréen. En 1996, il produit et lance le groupe de boys band H.O.T..
Au début des années 2000, il fait l'objet d'une enquête menée par la Korea Fair Trade Commission concernant l'exploitation des jeunes artistes par l'industrie du divertissement. Lorsque le groupe H.O.T. se sépare de SM Entertainment pour former J.T.L., Lee Soo-man est critiqué pour bloquer leur nouvelle exposition médiatique.
En février 2010, Lee Soo-man démissionne de son poste de membre du conseil d'administration de SM Entertainment mais maintient son rôle dans le département "management et développement des artistes" de l'entreprise.
En octobre 2021, son nom est cité dans les Pandora Papers.

## Vie personnelle
La femme de Lee Soo-man, Kim Eun Jin, est morte des suites d'un cancer le 30 septembre 2014,,.

## Discographie

### Albums
- Lee Soo-man, 1977
- Lee Soo-man, 1978
- 애창곡집, 1978
- Greatest, 1980
- Lee Soo-man, 1983
- Lee Soo-man, 1985
- 끝이 없는 순간, 1986
- NEW AGE 2, janvier 1989
- NEW AGE, novembre 1989

## Récompenses
- 1997 SBS Seoul Music Award for Best Record Producer
- SBS Seoul Music Award for Most Popular Song Producer
- 1998 SBS Seoul Music Award for "Best Record Producer"
- 2000 Good Deed Artist Prime Minister Commendation Award
- 2004 SBS Producer of the Year
- 2005 Certificate of Merit as Honorary Ambassador of LA given by the Mayor of LA
- China's South-East Music Chart Awards : Best Overseas Producer
- 2008 Mnet Golden Disk Awardfor Record Producer of the Year
- 2009 Château Mouton Rothschild : Commanderie de Bontemps
- 2011 Seoul Cultural Arts Awards for Pop Music Producer's Award
- The 2nd Korean Popular Culture and Arts Awards The Orders of Cultural Merit (the highest honor awarded at the Korean Popular Culture and Arts Awards)
- 1st  Korean Music Copyright Awards : Album Producer
- 2012 1st Gaon Chart K-Pop Awards Kpop Contribution Award
- The Korea Society 55th Anniversary Gala : Dinner Culture Award Honoree
- 2016 16th Top Chinese Music Award